# 6079 Ґерокурат
6079 Ґерокурат (6079 Gerokurat) — астероїд головного поясу, відкритий 28 лютого 1981 року.
Тіссеранів параметр щодо Юпітера — 3,135.